# Mesogona deleta
Mesogona deleta är en fjärilsart som beskrevs av Franz Dannehl 1926. Mesogona deleta ingår i släktet Mesogona och familjen nattflyn. Inga underarter finns listade i Catalogue of Life.